# Sven Koch (Politiker)
Sven Ludwig Koch (* 1986 in Landau in der Pfalz) ist ein deutscher Politiker (CDU). Er ist seit Dezember 2023 Abgeordneter im Landtag Rheinland-Pfalz. Seit November 2023 ist er außerdem Ortsbürgermeister von Herxheim bei Landau/Pfalz.

## Leben
Koch studierte ab 2007 Verwaltungs- und Rechtswissenschaft an der Hochschule für öffentliche Verwaltung Rheinland-Pfalz. Er schloss das Studium 2010 ab. Er war von 2007 bis 2012 in der Kreisverwaltung des Landkreises Südliche Weinstraße sowie von 2012 bis 2021 in den Verwaltungen der Verbandsgemeinden Maikammer und Edenkoben tätig. Von 2021 bis zu seinem Amtsantritt als Ortsbürgermeister von Herxheim 2023 war er im Ministerium des Innern und für Sport des Landes Rheinland-Pfalz tätig.

## Politik
Koch ist Mitglied der CDU.

### Kommunalpolitik
Koch war von 2019 bis 2023 Erster Beigeordneter der Ortsgemeinde Herxheim. Am 29. Oktober 2023 wurde er mit 78 Prozent der Stimmen zum Ortsbürgermeister von Herxheim gewählt. Er trat das Amt am 3. November 2023 an.

### Landespolitik
Bei der Landtagswahl in Rheinland-Pfalz 2021 kandidierte Koch als Ersatzbewerber von Thomas Weiner im Wahlkreis Südliche Weinstraße. Nachdem Weiner sein Mandat niedergelegt hatte, rückte Koch am 1. Dezember 2023 für ihn in den Landtag nach.